# Ібраєво (Кугарчинський район)
Ібра́єво (рос. Ибраево, башк. Ибрай) — присілок у складі Кугарчинського району Башкортостану, Росія. Адміністративний центр Ібраєвської сільської ради.
Населення — 155 осіб (2010; 172 в 2002).
Національний склад:
- башкири — 99%